# (A)live
A(live) — четвертий концертний альбом ямайського гурту Burning Spear.
Подвійний альбом вийшов 1998 року на французькому лейблі Musidisc Records. На ньому записані пісні з двох концертів Burning Spear, що пройшли 1997 року: під час фестивалю WOMAD в Мальмсбері та в знаменитому концертному залі Maritime Hall в Сан-Франциско.Виробництвом диска займався сам вокаліст гурту.

## Треклист

### CD 1
1. «Intro»
2. «Spear Burning»
3. «The Youths»
4. «Play Jerry»
5. «Mi Gi Dem»
6. «Tumble Down»
7. «Burning Reggae»
8. «Postman»
9. «Slavery Days»
10. «Creation»

### CD 2
1. «Cry Blood»
2. «Not Stupid»
3. «This Man»
4. «Identity»
5. «Naya Keet»
6. «Marcus Garvey»
7. «Columbus»
8. «Red, Green & Gold»

## Виконавці
- Юджин Грей — гітара
- Лінфорд Кербі — ритм-гітара
- Пол Бекорд — бас-гітара
- Нельсон Міллер — барабани
- Стівен Стюарт — клавіші
- Джеймс Сміт — труба